# ファスター・プシィキャット!キル!キル!
『ファスター・プシィキャット!キル!キル!』（Faster, Pussycat! Kill! Kill!）は、ラス・メイヤーがジャック・モランと脚本を共同執筆し、監督した1965年のアメリカ合衆国の映画。主演はトゥラ・サターナ、ハジ、ロリ・ウィリアムズ。
映画は、理由のない暴力、セクシュアリティ、扇情的な性役割、キッチュな会話を呼び物にしている。これは有名なカルト映画となり、大衆文化の中で広く言及された。
メイヤー作品の中でも挑発的なタイトルの、きわどいエクスプロイテーション映画の一つであるが、大部分の彼の映画とは異なり、露骨なヌードシーンは無い。

## あらすじ

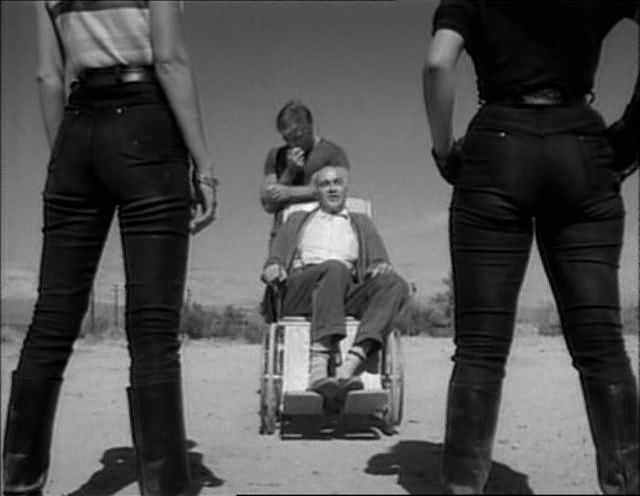
予告編より

ヴァーラ（サターナ）をリーダー格とする、3人組のゴーゴーダンサー（ヴァーラ、ロージー（ハジ）、ビリー（ウィリアムズ））は、スリルを求めて砂漠を疾走していた。彼女たちはトミー（レイ・バーロウ）とリンダ（スーザン・バーナード）という若いカップルに出会った。トミーと3人組は言い争いの末、カーレースをすることになった。狡猾な手を使い勝利をもぎ取ったヴァーラに嘲られ、トミーはヴァーラに掴み掛かるが、逆にヴァーラに素手で首をへし折られ殺害されてしまう。一部始終を目撃していたリンダは失神した。ヴァーラはリンダに薬物を投与して、連れて行くことにした。
長く荒涼としたハイウェイを進む４人組は、年老いた従業員（ミッキー・フォックス）のいるガソリンスタンドに停車した。給油の間に彼女たちは両足が不自由な老人（スチュアート・ランカスター）とベジタブルと呼ばれる彼の筋骨たくましい知恵遅れの息子（デニス・ブッシュ）に会った。スタンドの従業員は、老人が列車事故で不具となり、多額の和解金を受け取ったこと、老人が銀行を信用しておらず、その大金をどこかに隠しているらしいことを彼女たちに話した。これを聞いて、ヴァーラは老人から金を強奪する計画を立てる。
老人は2人の息子（ベジタブルとその兄カール（ポール・トリンカ））と一緒に寂れた屋敷に暮らしていた。老人は列車に乗り遅れそうな若い女性を助けようとして、誤って事故に遭い半身不随となったが、その女性が平然と次の列車に乗って立ち去ったことから、若い女性を憎悪していた。また、あまりにも巨躯の次男ベジタブルを出産したため、妻が亡くなったことから、この次男も嫌っており、体のいい道具として扱っていた。ベジタブルとの会話では、彼に指図して女性を殺害した過去があることも仄めかされている。ヴァーラたち3人組はリンダを連れ、招かれざる客として、老人の屋敷に乗り込む。

## 大衆文化への影響
- 『フィメール・トラブル』、『ピンク・フラミンゴ』、『ヘアスプレー』等の古典カルト映画で有名なジョン・ウォーターズは、複数の場で大好きな映画であると述べている。
- ガンズ・アンド・ローゼズの元ギタリスト、トレーシー・ガンズは、当初、彼自身のバンドに映画からとった名前を付けようとしたが、彼の古いバンド名（L.A. Guns）を再利用することにした。その代わりに、彼の親友Taime Downeは映画から名前をとって、スリーズ・メタル・バンド、ファスター・プッシーキャット（Faster Pussycat）を作った。
- グルーヴ・メタル・バンド、ホワイト・ゾンビは、しばしばこの映画をサンプルにしている。
- ザ・キラーズのミュージックビデオ『All These Things That I've Done』のイメージはこの映画に基づいている。
- ザ・クランプスは、彼らのアルバム『Smell of Female』で、映画のテーマソングのカバーをレコーディングした。
- オーストラリアの深夜カルトテレビ番組『The Bazura Project』は、エピソード2.03で映画をパロディ化した。
- 『バフィー 〜恋する十字架〜』のあるエピソードでの、アレクサンダー"ザンダー"・ハリスの科白「もしジャイルズが彼のガールフレンドを殺害した……悪魔を追うと言うなら、僕はこう言うね。「ファスター・プシィキャット！キル！キル！」
- B-52'sのシングル「Funplex」で、フレッド・シュナイダー（英語版）は、「Faster, Pussycat! Thrill! Thrill!」と繰り返している。
- ダニエル・クロウズのグラフィックノベル作品『鉄で造ったベルベットの手袋のように』のタイトルは本作の科白から取られている。